# Carmen Campagne
 (septembre 2021).
Pour les articles homonymes, voir Campagne (homonymie).
Carmen Campagne, née le 8 septembre 1959 à Willow Bunch est morte le 4 juillet 2018 à Sainte-Agathe-des-Monts, est une auteure-compositrice-interprète canadienne.
Surnommée la diva des petits, elle connaît le succès dans les années 1990, notamment avec sa chanson Un bon chocolat chaud et ses vidéocassettes. Au début des années 2000, une faillite met un terme à sa carrière. En 2009, elle effectue un retour. Au cours de sa carrière au Canada et en France, elle vend plus d'un million d'albums, de cassettes et de DVD.

## Biographie

### Jeunesse
Carmen Campagne est issue d'une famille fransaskoise de Willow Bunch autrefois Talle-de-Saults, où son père est propriétaire d'une ferme à 12 km du village. La musique est au cœur de la famille dont elle garde de bons souvenirs.
Elle est l'une des 7 enfants d'Émile et Marguerite Campagne dont 6 sœurs (Aline, Annette, Michelle, Solange et Suzanne) et un frère (Paul).

### Carrière

#### Folle Avoine & Hart-Rouge
Dans les années 1970, Carmen Campagne, son frère et ses sœurs fondent le groupe Folle Avoine, qui se renomme Hart-Rouge dans les années 1980. Elle est la première à le quitter en 1986 pour se consacrer entièrement à son métier d'institutrice.

#### Carrière solo
En 1988, Carmen Campagne enregistre l'album Lullaby Berceuse avec sa belle-sœur Connie Kaldor qui rapporte l'an suivant un prix Juno.
En 1990, elle enregistre son premier album, Une voix pour les enfants, qui est nommé aux Juno et aux Félix l'an suivant. L'album est réalisé par son frère qui produit aussi les prochains, tandis que ses sœurs sont choristes. Campagne est encouragée par ses proches à continuer de faire de la musique pour les enfants.

##### Succès commercial
Au cours des années 1990, Carmen Campagne enchaîne les albums et les vidéocassettes. Elle est la première artiste canadienne pour enfants à expérimenter la vidéocassette, qui lui donne un appui visuel. La première cassette vidéo commercialisée, Un bon chocolat chaud!, remporte un succès tout comme les suivantes, La moustache à papa et La soupe à mon ami, qui sont certifiées diamant par Music Canada.
Vers la fin de la décennie, elle s'exporte sur le marché français sous le label PolyGram où elle fait paraître l'album et la cassette vidéo Un bon chocolat chaud!. En 1999, elle s'associe à un concours de la chaîne Télétoon faisant la promotion de son album Bon voyage Babe. Lors de ses tournées sur le sol français, elle chante à l'Olympia et au Casino de Paris.

##### Années difficiles
En 2003, sa carrière prend une tournure dramatique après la faillite des Productions Carmen Campagne. En effet, il s'agit d'une mauvaise gestion de son gérant et conjoint de l'époque, Daniel Fortier, qui est aux prises avec de sérieux problèmes de toxicomanie et de dépendance au jeu. Après cet épisode, elle divorce et quitte finalement le Québec pour retourner en Saskatchewan. Elle avoue quelques années plus tard avoir été sur le bord de faire une dépression.
Pendant ces années loin des projecteurs, Campagne  fait de la suppléance, de la surveillance pour finalement obtenir un poste de professeure de musique à l'école de Bellegarde.

##### Retour
En 2009, Carmen Campagne fait un retour à la télévision avec l'émission Carmen à la campagne, diffusée à TFO jusqu'en 2011.
Après deux ans à bord d'une émission pour enfants, elle lance l'album et le DVD Sur la ferme de grand-père en 2012. Il s'agit de son seizième album après 8 ans d'absence sur disque.

### Mort et hommages
Carmen Campagne meurt le 4 juillet 2018 à la suite d'un cancer, à l'âge de 58 ans. Elle passe ses derniers temps à Sainte-Agathe-des-Monts auprès de ses proches, explique sa sœur Aline alors animatrice de radio le matin à CKSB-10-FM au Manitoba. Selon sa dernière volonté, elle est incinérée et ses cendres sont dispersées en pleine nature[réf. nécessaire].
Au lendemain de sa mort, le sujet a l'effet d'une bombe médiatique au sein de la communauté canadienne française. De nombreuses personnalités fransaskoises lui rendent hommage. Le Téléjournal Saskatchewan consacre la majorité de l'édition à l'artiste.
Dans un message publié sur Facebook, sa sœur Annette Campagne parle désormais « d'une harmonie qui manque à la famille ».

Michel Lalonde, membre du groupe La Raquette à Claquette, la décrit comme une ambassadrice : 

« Carmen Campagne a partagé son amour de la musique et de la langue française avec les enfants de partout au pays, et elle restera dans les précieux souvenirs d'enfance d'innombrables canadiens. »

— Justin Trudeau, Premier ministre du Canada via Twitter

## Accueil

### Icône
Carmen Campagne est devenu l'idole des petits francophones à travers le Canada jusqu'à ce qu'elle soit surnommé la diva des petits par la presse. Elle vend plus d'un million d'albums et de vidéocassettes à travers la francophonie. La vache à l'école et d'autres chansons sont devenus ses chansons signatures. Campagne est notamment l'une des personnalités non-québécoises à avoir eu une carrière hors de sa province natale même à l'échelle internationale, comme Daniel Lavoie, issu du Manitoba, ou Édith Butler, issue du Nouveau-Brunswick.

#### Style musical
L'enregistrement des albums était fait de façon familiale avec son frère Paul et ses sœurs alors membre d'Hart-Rouge. Elle mélange contemporain et traditionnel, lors d'une entrevue en 1995 à Radio-Canada, Campagne évoque qu'un enfant entend plus de sons qu'un adulte. Sa chanson Un bon chocolat chaud  est refait en plusieurs versions dont classique, hip-hop, banjo (country), Elvis (rock 'n' roll) ou encore Beatles (pop rock). La chanson La vache en Alaska est une composition basée sur La complainte du phoque en Alaska du groupe québécois Beau Dommage. Campagne s'est variée en matière linguistique dont essentiellement en français mais aussi en anglais, en espagnol et en créole haïtien.
Elle reprend des chansons d'autres artistes comme Ah ce qu'on est bien dans son bain d'Henri Salvador, Un éléphant sur mon balcon de Roger Whittaker, L'arbre est dans ses feuilles de Zachary Richard et Joy to the world de Three Dog Night au fil de sa discographie.

### Lauréat et nomination

#### Gala de l'ADISQ
| Année | Catégorie                                              | Pour                      | Résultat   |
| ----- | ------------------------------------------------------ | ------------------------- | ---------- |
| 1991  | microsillon de l'année - enfant                        | Une voix pour les enfants | nomination |
| 1994  | album de l'année - enfant                              | Une fête pour les enfants | lauréat    |
| 1995  | album de l'année - enfant                              | J'ai tant dansé           | lauréat    |
| 1996  | album de l'année - enfant                              | La vache en Alaska        | lauréat    |
| 1997  | artiste québécois s'étant le plus illustré hors Québec | Carmen Campagne           | nomination |
| 1997  | spectacle de l'année - interprète                      | La vache en Alaska        | nomination |
| 1998  | album de l'année - enfant                              | Enchantée                 | lauréat    |
| 1998  | artiste québécois s'étant le plus illustré hors Québec | Carmen Campagne           | nomination |

#### Prix Juno
| Année | Catégorie                       | Pour                                  | Résultat   |
| ----- | ------------------------------- | ------------------------------------- | ---------- |
| 1989  | meilleur album pour enfants     | Lullaby Berceuse (avec Connie Kaldor) | lauréat    |
| 1991  | meilleur album pour enfants     | Une voix pour les enfants             | nomination |
| 1993  | meilleur album pour enfants     | Rêves multicolores                    | nomination |
| 1995  | meilleur album pour enfants     | J'ai tant dansé                       | nomination |
| 1998  | meilleur album pour enfants     | Enchantée                             | nomination |
| 1999  | album francophone le plus vendu | Enchantée                             | nomination |

#### Victoires de la musique
| Année | Catégorie                                 | Pour                  | Résultat   |
| ----- | ----------------------------------------- | --------------------- | ---------- |
| 1999  | album de chansons pour enfants de l'année | Un bon chocolat chaud | nomination |
| 2001  | album de chansons pour enfants de l'année | Enchantée             | nomination |

#### Autre prix
- Un prix Parent's Choice Award (États-Unis).

### Vie privée

#### Éducation
En plus d'être chanteuse, Carmen Campagne exerce le métier d'enseignante. À l'époque où elle est membre de Hart-Rouge, elle enseigne à temps partiel jusqu'à ce qu'elle quitte le groupe pour enseigner à temps plein.
Elle est mère de trois enfants, nés de sa relation avec Daniel Fortier.

#### Farmfest
Chaque été, les Campagne organisent Farmfest, un festival de musique qui a lieu à Willow Bunch sur la ferme familiale. Au fil des éditions, le nombre de spectateurs  atteint jusqu'à 200 personnes. Le soir du festival, la famille monte sur scène, chante des chansons. Une grange est aussi aménagée comme une salle de danse où les gens peuvent danser jusqu'au matin. Les gens sont également autorisés à camper aux abords de la ferme lors du festival.

#### Divers
Elle est bilingue et réputée francophile.
Elle a aidé à la relation entre Romy Kraushaar-Hébert et Julien Houde. Par ailleurs, la plupart de ses clips ont été produits par le célèbre producteur français Philippe Mounier.
Elle a assuré la voix de Bianca Castafiore dans la version québécoise des films Tintin et le Temple du Soleil et Tintin et le Lac aux requins, à savoir que ces 2 films n'ont été doublés au Québec qu'en 1991, à l'occasion de la diffusion de la série animée de 1991.

## Distinctions
- 2013 -  Membre de l'Ordre du Canada[20]

## Discographie

### Discographie principale

#### Une voix pour les enfants(1990)
1. Un bon chocolat chaud
2. Le crapaud
3. Au clair de la lune
4. Jean-Guy l'escargot
5. Mon père m'envoie au marché
6. Frère Jacques
7. Les musiciens
8. Cot, cot, cot
9. Le petit prince
10. La laine des moutons
11. Un grand chapeau (pot-pourri)
12. La chanson du petit voilier
13. Tout ce monde déguisé
14. Tatiana la sorcière
15. J'ai peur
16. Feuilles feuilles

Les titres en gras ont été ajoutés dans l'édition 10e anniversaire de l'album, sortie en 2000

#### Rêves multicolores(1992)
1. La poule aux œufs d'or
2. Berceuse pour compter
3. L'oisillon fait dodo
4. Dodo l'enfant do
5. Laisse-toi bercer
6. Doux dodo
7. Berceuse créole
8. Meunier tu dors
9. Douce maman
10. Canon israélien
11. Arrorro mi niño
12. Rêves multicolores

#### Une fête pour les enfants(1993)
1. Le beau petit bonhomme
2. La petite chèvre
3. Un pied mariton
4. Le petit navire
5. Le coucou a chanté
6. Ah ce qu'on est bien
7. Léonard le matador
8. La moustache à papa
9. Henri l'orignal
10. La vache rap/classique
11. Le petit cordonnier
12. Thelma et Bozo
13. Marlo le mouton
14. Il pleut bergère

#### La magie de Noël(1994)
1. Guillo, prends ton tambourin
2. L'enfant au tambour
3. Le Noël des musiciens
4. Feliz Navidad
5. Les douze jours de Noël
6. Pot-Pourri (Le temps des fêtes, Vive le vent, Promenade en traîneau & Le renne au nez rouge)
7. Petit papa Noël
8. Petit garçon
9. D'où viens-tu bergère
10. Trois anges
11. Mon beau sapin
12. Sainte nuit
13. Dors mon bel ange

#### J'ai tant dansé(1994)
1. J'ai tant dansé
2. J'aime, j'aime bien
3. Un éléphant sur mon balcon
4. Hé! que c'est zaza
5. Le pigeonnier
6. Histoire d'antan
7. La vache banjo\Elvis
8. Bonhomme bonhomme
9. L'arbre est dans ses feuilles
10. Camille la chenille
11. Colette la belette
12. À la volette

#### La vache en Alaska(1995)
1. La soupe à mon ami
2. Le cirque
3. Il y a des accidents
4. La vache en Alaska
5. Le chat musicien
6. Le carnaval des animaux
7. Tu m'as donné ta gomme
8. Gino
9. Quelle drôle de question
10. Les crocodiles
11. C'est moi la belle citrouille
12. Matilde le kangourou
13. Chanson pour maman

M C : Or (50 000 exemplaires)

#### Enchantée(1997)
1. Les instruments à vent
2. Le yogourt aux fruits zydéco
3. À St-Malo, beau port de mer
4. Je bois de l'eau au lit
5. La vache au Soleil
6. Le moustique
7. Le fou du roi
8. Mustafa
9. Je veux mes chouclaques
10. Je pleure
11. Luce la puce
12. En passant par la Lorraine
13. Mille façons

M C : Or (50 000 exemplaires)
FR : no 81

#### Le Téléfon(2001)
1. La danse des zombies
2. En filant ma quenouille
3. Madame Bosso (pot-pourri cajun)
4. Les souliers rouges
5. Le téléfon
6. À la recherche de (la vache) perdue
7. Pour elle (la vache)
8. La maman des poissons
9. Parce que ça me donne du courage
10. Tourne ma roulette
11. La valse du maître draveur
12. Joy to the world

#### Sur la ferme de grand-père(2012)
1. Sur la ferme de grand-père
2. Carlos Cocorico
3. Deux chiens sur la même laisse
4. Ne lâche pas la patate
5. J'éternue
6. C'est la mère Michel
7. Mario est content
8. Dis maman
9. Les grenouilles
10. Les animaux voyageurs
11. C'est bon de revoir
12. Marie Calumet
13. Petit poisson
14. La vache à l'école

### Singles

#### Bon Voyage Babe(1999)
1. Bon Voyage Babe
2. La vache rap/classique

Le titre en gras indique une chanson inédite

### Compilations

#### La magie de Noël - Le classique(1999)
1. Le dernier mois de l'année
2. Guillo, prends ton tambourin
3. Le Noël des musiciens
4. Les douze jours de Noël
5. Pot-Pourri (Le temps des fêtes, Vive le vent, Promenade en traîneau & Le renne au nez rouge)
6. Petit garçon
7. D'où viens-tu bergère
8. Mon beau sapin
9. Dors mon bel ange
10. Trois anges

Ce disque était inclus avec la vidéocassette La magie de Noël - Le Classique.
Le titre en gras indique une chanson inédite.

#### Le tango des animaux(2003)
1. Les pigeons Piou Piou et Quiou Quiou (Le pigeonnier)
2. Colette la belette
3. Delvina la poule (Cot, cot, cot)
4. Jean-Guy l'escargot
5. Matilde le kangourou
6. Ricardo le taureau (Léonard le matador)
7. Henri l'orignal
8. Marlo le mouton
9. Les souris Shirley et Jean-Louis (Je souris)
10. Thelma la vache et Bozo le chien (Thelma et Bozo)
11. Luce la puce
12. Camille la chenille

#### Dors mon petit, dors(2007)
1. Berceuse pour compter
2. La poule aux œufs d'or
3. Dodo l'enfant do
4. Laisse-toi bercer
5. Doux dodo
6. Berceuse créole
7. Meunier tu dors
8. Dors mon petit, dors
9. Canon israélien
10. Arroró mi niño
11. Au clair de la Lune

#### Nous sommes les musiciens!(2007)
1. Nous sommes les musiciens (Les musiciens)
2. Le crapaud
3. Le petit prince
4. Mon père m'envoie au marché
5. La laine des moutons
6. Un grand chapeau (pot-pourri)
7. J'ai tant dansé
8. L'arbre est dans ses feuilles
9. Les crocodiles
10. La petite chèvre
11. Le coucou a chanté

#### Les douze jours de Noël(2007)
1. Les douze jours de Noël
2. Guillo, prends ton tambourin
3. L'enfant au tambour
4. Le Noël des musiciens
5. Pot-Pourri (Le temps des fêtes, Vive le vent, Promenade en traîneau & Le renne au nez rouge)
6. Le dernier mois de l'année
7. Petit papa Noël
8. Petit garçon
9. D'où viens-tu bergère?
10. Trois anges
11. Mon beau sapin

#### Les grandes chansons des tout-petits(2018)
1. Le crapaud et son solo de banjo (Le crapaud)
2. Les crocodiles
3. À Saint-Malo, beau port de mer
4. Le roi, la reine et le petit prince (Le petit prince)
5. La laine des moutons
6. Nous sommes les musiciens (Les musiciens)
7. Au clair de la Lune
8. Bonhomme, bonhomme
9. En passant par la Lorraine
10. À la volette

## Vidéographie

### Un bon chocolat chaud!(1995/08/22)
1. J'ai tant dansé (1994, bande sonore)
2. Mon père m’envoie au marché (1990, enregistrer la vidéo)
3. La poule aux oeufs d'or (1992, chanson)
4. Cot, cot, cot (1990, chanson)
5. La petite chèvre (1993, chanson)
6. Jean-Guy l'escargot (1990, chanson)
7. La vache rap-classique (1993, chanson)
8. Dors mon petit, dors (1992, bande sonore)
9. Le petit cordonnier (1993, chanson)
10. La laine des moutons (1990, chanson)
11. Le beau petit bonhomme (1993, chanson)
12. Un pied mariton (1993, chanson)
13. Le crapaud (1990, enregistrer la vidéo)
14. Thelma et Bozo (1993, chanson)
15. Berceuse créole (1992, chanson)
16. Rêves multicolores (1992, enregistrer la vidéo)
17. Un bon chocolat chaud (1990, chanson)

M C : Diamant (100 000 exemplaires)

### La moustache à papa(1996/09/09)
1. Quelle drôle de question (1995, bande sonore)
2. La moustache à papa (1993, chanson)
3. J'ai tant dansé (1994, chanson)
4. Le pigeonnier (1994, chanson)
5. Marlo le mouton (1993, chanson)
6. C'est moi la belle citrouille (1995, bande sonore)
7. La vache Banjo/Elvis (1994, chanson)
8. Les musiciens (1990, chanson)
9. Le coucou a chanté (1993, chanson)
10. Le crapaud (1990, bande sonore)
11. Ah! ce qu'on est bien (1993, chanson)
12. Au clair de la lune (1990, bande sonore)
13. Un grand chapeau (1990, chanson)
14. Léonard le matador (1993, bande sonore)
15. Le petit prince (1990, chanson)
16. Quelle drôle de question (1995, bande sonore)
17. Henri l'orignal (1993, chanson)
18. La chanson du petit voilier (1990, chanson)
19. Chanson pour maman (1995, bande sonore)

M C : Diamant (100 000 exemplaires)

#### Lieux de tournage
La moustache à papa a été filmé dans divers endroits à Montréal :
- Fleuve Saint-Laurent
- la boutique Fairmount Bagel
- Parc Jean-Drapeau, la Biosphère
- Parc olympique
- Plaza Saint-Hubert
- Quartier chinois
- Quartier portugais (parc du Portugal)
- Station de métro Angrignon.

### La soupe à mon ami(1997/09/18)
1. Mathilde le kangourou (1995, bande sonore)
2. La soupe à mon ami (1995, chanson)
3. Le carnaval des animaux (1995, bande sonore)
4. Les crocodiles (1995, chanson)
5. Le carnaval des animaux (1995, bande sonore)
6. Hé! que c'est zaza (1994, chanson)
7. La vache en Alaska (1995, chanson)
8. Le crapaud (1990, bande sonore)
9. Gino (1995, chanson)
10. Le yogourt aux fruits zydéco (1997, enregistrer la vidéo)
11. Tu m'as donné ta gomme (1995, bande sonore)
12. L’arbre est dans ses feuilles (1994, chanson)
13. Colette la belette (1994, chanson)
14. Jean-Guy l'escargot (1990, bande sonore)
15. Un éléphant sur mon balcon (1994, chanson)
16. Je souris (1997, bande sonore/chanson)
17. Camille la chenille (1994, chanson)
18. Un bon chocolat chaud (1990, bande sonore)
19. Bonhomme bonhomme (1994, chanson)
20. Mathilde le kangourou (1995, bande sonore)
21. La poule aux oeufs d'or (1992, chanson)
22. La soupe à mon ami (1995, bande sonore/chanson)

M C : Diamant (100 000 exemplaires)

### La magie de Noël - Le Classique(1999/10/18)
Spectacle La magie de Noël enregistré en 1997
1. L'enfant au tambour
2. Le dernier mois de l'année
3. Mon beau sapin
4. Il y a des accidents
5. Le Noël des musiciens
6. Bon voyage Babe
7. Feliz Navidad
8. Pot-Pourri (Le temps des fêtes, Vive le vent, Promenade en traîneau & Le renne au nez rouge)
9. Petit garçon
10. La vache en Alaska
11. Trois anges
12. Petit papa Noël

Les titres en gras indiquent des chansons qui ne sont pas dans le spectacle. Elles ont été ajoutées dans le cadre de la vidéocassette.

### Le Téléfon(2001)
1. Le téléfon
2. Madame Bosso (pot-pourri cajun)
3. La danse des zombies
4. Tourne ma roulette
5. La maman des poissons
6. Les souliers rouges
7. À la recherche de (la vache) perdue
8. Pour elle (la vache)
9. En filant ma quenouille
10. Parce que ça me donne du courage
11. La valse du maître draveur
12. Joy to the world

### Sur la ferme de grand-père(2012)
1. Sur la ferme de grand-père
2. Carlos Cocorico
3. Deux chiens sur la même laisse
4. Ne lâche pas la patate
5. J'éternue
6. C'est la mère Michel
7. Mario est content
8. Dis maman
9. Les grenouilles
10. Les animaux voyageurs
11. C'est bon de revoir
12. Marie Calumet
13. Petit poisson
14. La vache à l'école